# スリュジャンカI駅

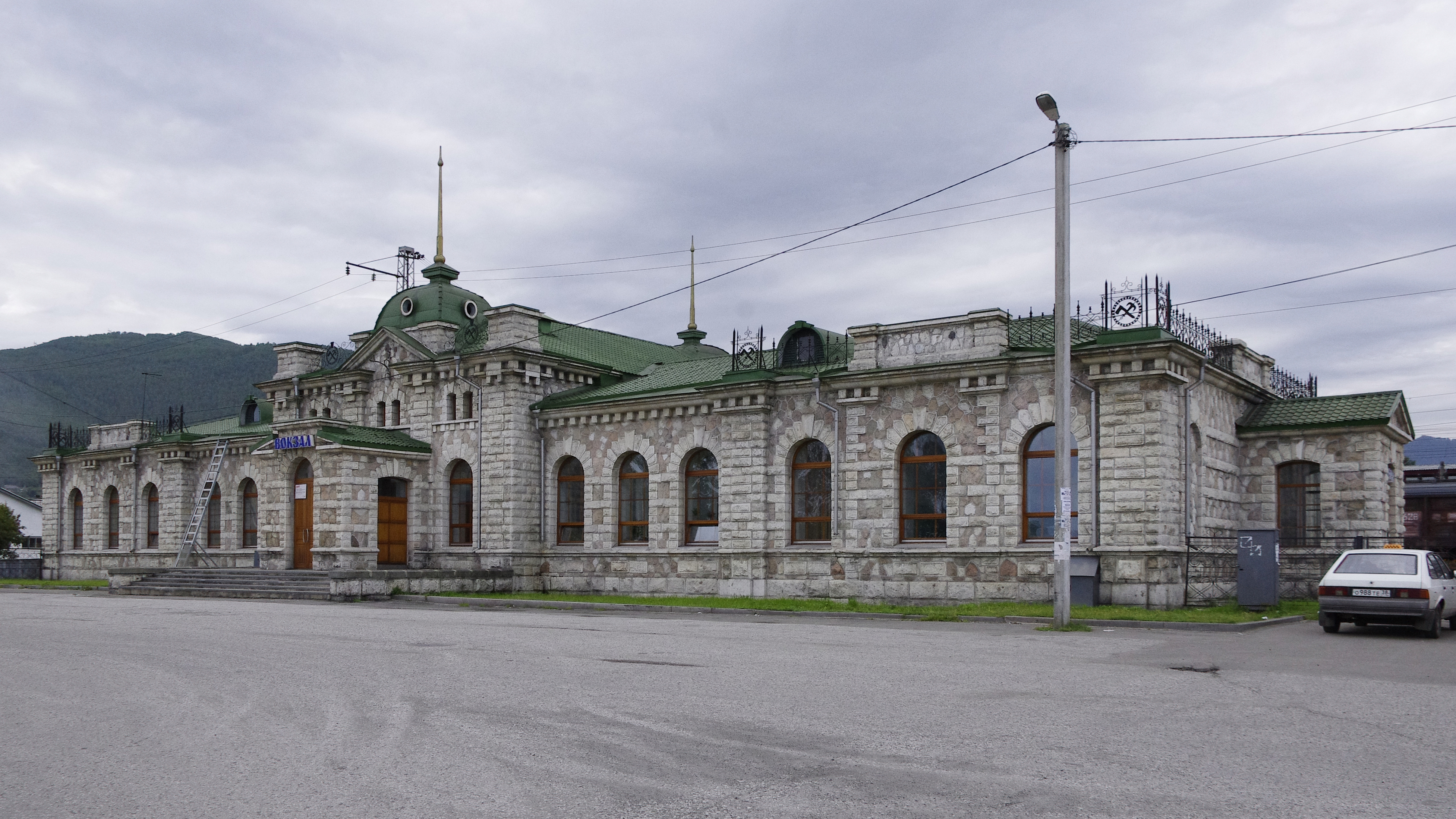
スリュジャンカI駅の旅客駅入り口

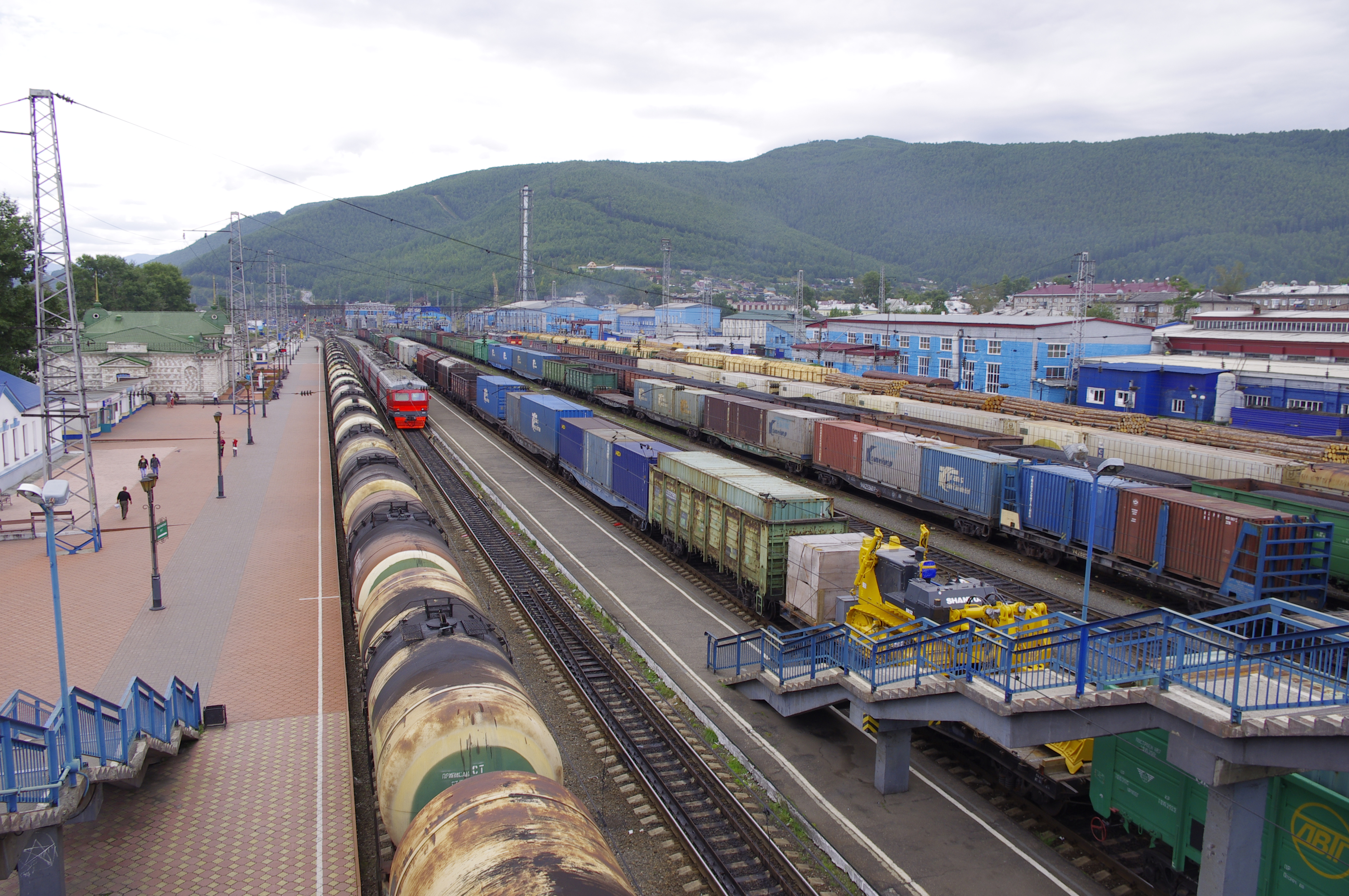
跨線橋からのスリュジャンカI駅の風景

スリュジャンカI駅（スリュジャンカいちえき、ロシア語: Слюдянка I）は、ロシア連邦共和国スリュジャンスク地区スリュジャンカ町にある3つの鉄道駅のひとつである。1905年に建設され、現在東シベリア鉄道支社の所属になっていて、シベリア横断鉄道の主要停車駅である。
シベリア横断鉄道のかつてのスリュジャンカ停車駅は、現在「スリュジャンカII駅」と呼ばれており、バイカル湖岸鉄道の始発・終点駅になっている。

## 参照項目
- スリュジャンカII駅
- シベリア横断鉄道
- スリュジャンカ